# Championnats panaméricains de cyclisme sur piste de 2019
Navigation
Championnats panaméricains 2018 Championnats panaméricains 2021
Les championnats panaméricains de cyclisme sur piste de 2019 ont lieu  du 4 au 9 septembre 2019 au vélodrome du Centro de Formación y Entrenamiento Deportivo (CEFED) de Cochabamba, en Bolivie,.
C'est la première fois que le Bolivie accueille ces championnats.

## Podiums
| Épreuves                | Or                                                                               | Argent                                                           | Bronze                                                                 |
| ----------------------- | -------------------------------------------------------------------------------- | ---------------------------------------------------------------- | ---------------------------------------------------------------------- |
| Compétitions masculines |                                                                                  |                                                                  |                                                                        |
| Kilomètre               | Kevin Quintero                                                                   | Santiago Ramírez                                                 | Vincent De Haître                                                      |
| Keirin                  | Kevin Quintero                                                                   | Santiago Ramírez                                                 | Keron Bramble                                                          |
| Vitesse individuelle    | Nicholas Paul                                                                    | Jair Tjon En Fa                                                  | Kevin Quintero                                                         |
| Vitesse par équipes     | Trinité-et-Tobago Keron Bramble Njisane Phillip Nicholas Paul                    | Argentine Farid Suarez Juan Pablo Serrano Lucas Vilar            | Équateur Allan Lozano Francisco Bone Pablo Pacheco                     |
| Poursuite individuelle  | Ashton Lambie                                                                    | Brayan Sánchez                                                   | Jay Lamoureux                                                          |
| Poursuite par équipes   | Canada Derek Gee Jay Lamoureux Vincent De Haître Michael Foley                   | États-Unis John Croom Eric Young Ashton Lambie Daniel Holloway   | Colombie Brayan Sánchez Carlos Tobón Juan Esteban Arango Wilmar Molina |
| Course aux points       | Michael Foley                                                                    | Ignacio Sarabia                                                  | Brayan Sánchez                                                         |
| Américaine              | Mexique Ignacio Prado Ignacio Sarabia                                            | États-Unis Adrian Hegyvary Daniel Holloway                       | Chili Matías Arriagada Antonio Cabrera                                 |
| Scratch                 | Eric Young                                                                       | Ignacio Prado                                                    | Aidan Caves                                                            |
| Omnium                  | Derek Gee                                                                        | Ignacio Prado                                                    | Gavin Hoover                                                           |
| Compétitions féminines  |                                                                                  |                                                                  |                                                                        |
| 500 mètres              | Jessica Salazar                                                                  | Martha Bayona                                                    | Daniela Gaxiola                                                        |
| Keirin                  | Lauriane Genest                                                                  | Martha Bayona                                                    | Kelsey Mitchell                                                        |
| Vitesse individuelle    | Kelsey Mitchell                                                                  | Martha Bayona                                                    | Mandy Marquardt                                                        |
| Vitesse par équipes     | Canada Kelsey Mitchell Lauriane Genest                                           | Mexique Jessica Salazar Yuli Verdugo                             | Colombie Juliana Gaviria Diana García                                  |
| Poursuite individuelle  | Georgia Simmerling                                                               | Annie Foreman-Mackey                                             | Emma White                                                             |
| Poursuite par équipes   | Canada Allison Beveridge Annie Foreman-Mackey Ariane Bonhomme Georgia Simmerling | États-Unis Lily Williams Kendall Ryan Emma White Christina Birch | Mexique Jessica Bonilla María Gaxiola Mayra Rocha Sofía Arreola        |
| Course aux points       | Jennifer Valente                                                                 | Sofia Arreola                                                    | Marcela Hernández                                                      |
| Américaine              | États-Unis Kendall Ryan Jennifer Valente                                         | Mexique Jessica Bonilla Lizbeth Salazar                          | Brésil Daniela Lionco Wellyda Rodrigues                                |
| Scratch                 | Jennifer Valente                                                                 | Lizbeth Salazar                                                  | Kinley Gibson                                                          |
| Omnium                  | Jennifer Valente                                                                 | Allison Beveridge                                                | Maribel Aguirre                                                        |

## Tableau des médailles
| Rang  | Nation            | Or | Argent | Bronze | Total |
| ----- | ----------------- | -- | ------ | ------ | ----- |
| 1     | Canada            | 8  | 2      | 5      | 15    |
| 2     | États-Unis        | 6  | 3      | 3      | 12    |
| 3     | Mexique           | 2  | 7      | 2      | 11    |
| 4     | Colombie          | 2  | 6      | 5      | 13    |
| 5     | Trinité-et-Tobago | 2  | 0      | 1      | 3     |
| 6     | Argentine         | 0  | 1      | 1      | 2     |
| 7     | Suriname          | 0  | 1      | 0      | 1     |
| 8     | Brésil            | 0  | 0      | 1      | 1     |
| 8     | Chili             | 0  | 0      | 1      | 1     |
| 8     | Équateur          | 0  | 0      | 1      | 1     |
| Total | Total             | 20 | 20     | 20     | 60    |